# 瀧泉寺
瀧泉寺（りゅうせんじ）は、東京都目黒区下目黒に所在する天台宗の寺院。山号は泰叡山（たいえいざん）。不動明王像を本尊とすることから、古くより「目黒不動尊（めぐろ ふどうそん）」「目黒不動」「お不動さん」などと通称されている。
江戸三大不動の一つ。江戸五色不動の一つ。江戸三十三観音札所第33番札所。関東三十六不動第18番。一帯の地域名「目黒」は当寺に由来するとの説がある。サツマイモの栽培を広めた青木昆陽の墓があることでも知られる。

## 歴史
寺伝では、大同3年（808年）、15歳の円仁が下野国から比叡山の最澄の元に赴く際この地で霊夢を見た。青黒い顔をし、右手に降魔の剣を提げ、左手に縛の縄を持つ恐ろしい形相の神人が枕上に現れて『我この地に迹を垂れ魔を伏し国を鎮めんと思ふなり。来つて我を渇仰せん者には諸々の願ひを成就させん。』と告げられたという。夢から覚めた円仁がその姿を彫刻したのが、本尊の目黒不動明王になる。
堂宇建立を決意した円仁が法具の獨鈷を投じたところ、そこに泉が湧出した。その泉は「獨鈷の瀧」と名付けられ、この泉に因んで「瀧泉寺」とした。
東国には円仁開基の伝承をもつ寺院が多く、当寺の草創縁起もどこまで史実を伝えるものか不明である。その後貞観2年（860年）、清和天皇より「泰叡」の勅額を下賜され、山号を「泰叡山」とした。
元和元年（1615年）、本堂が火災で焼失した。寛永7年（1630年）、寛永寺の子院・護国院の末寺となり、天海の弟子・生順が兼務するようになった時、徳川家光の庇護を受けて、寛永11年（1634年）、53棟におよぶ伽藍が復興し、「目黒御殿（めぐろ ごてん）」と称されるほど華麗を極めた。
徳川家光がなぜ瀧泉寺を篤く庇護したか、その原因となる話が伝わっている。家光が目黒で鷹狩りをした際、愛鷹が行方不明になってしまった。そのとき、目黒不動尊御宝前に祈願したところ、忽ち鷹が本堂前の「鷹居の松」に飛び帰ってきたという。この霊験を目の当りにした家光は、瀧泉寺を篤く尊信したという。
文化9年（1812年）、「江戸の三富」と呼ばれた「富くじ」が行われた（他は、湯島天満宮と谷中感応寺。）。富くじ興行は天保13年（1842年）天保の改革により中止となった。寺名の由来となった、境内の独鈷の滝（とっこのたき）を浴びると病気が治癒するとの信仰があった。江戸時代には一般庶民の行楽地として親しまれ、『江戸名所図会』にも描かれている。周辺一帯は景色を眺めながら諸寺に参詣できる一大観光地であったこともあり、当寺の門前はいくつもの店で賑わった。現在の下目黒と上大崎にまたがる行人坂から当寺の門前までは、料理屋や土産物屋がぎっしりと並んでいた。落語の目黒のさんまは、この近辺にあった参詣者の休息のための茶屋（爺が茶屋）が舞台とされる。江戸時代には大いに栄え、門前町が発達した。門前町の名物として、当時目黒の名産品であった筍（江戸時代後期に薩摩藩より移植したものが商品作物として普及した）を使った筍飯/たけのこ飯（たけのこめし）と棒状に伸ばした白玉飴（練飴の一種）を包丁でトントン切っていく「目黒飴」が人気であった。また、細い竹にしんこ餅を付けた「餅花（もちばな）」というものや、粟餅などもあったという。『江戸名所図会』にはこの目黒飴屋の風景が載っていて、図会に載っている絵では従業員が10人近くみられる大店であったことがうかがえる。

### 年表
- 1923年（大正12年）
  - 3月11日 - 目黒不動前駅（現・不動前駅）の開業[2]。
  - 10月 - 目黒不動前駅が「不動前駅」へと改称[2]。その意図は、地元での通称「お不動さん」に合わせて最寄り駅であることをアピールするためであった[2]。
- 1978年（昭和53年）5月18日 - 本堂と供養堂が全焼。不動明王像は運び出されて無事[6]。

## 境内
境内は台地と平地の境目に位置し、仁王門などの建つ平地と、大本堂の建つ高台の2段に造成されている。仁王門をくぐると正面に大本堂へ至る急な石段がある。石段下の左方には独鈷の滝（とっこのたき）、前不動堂、勢至堂などがあり、右方には書院、地蔵堂、観音堂、阿弥陀堂などがある。

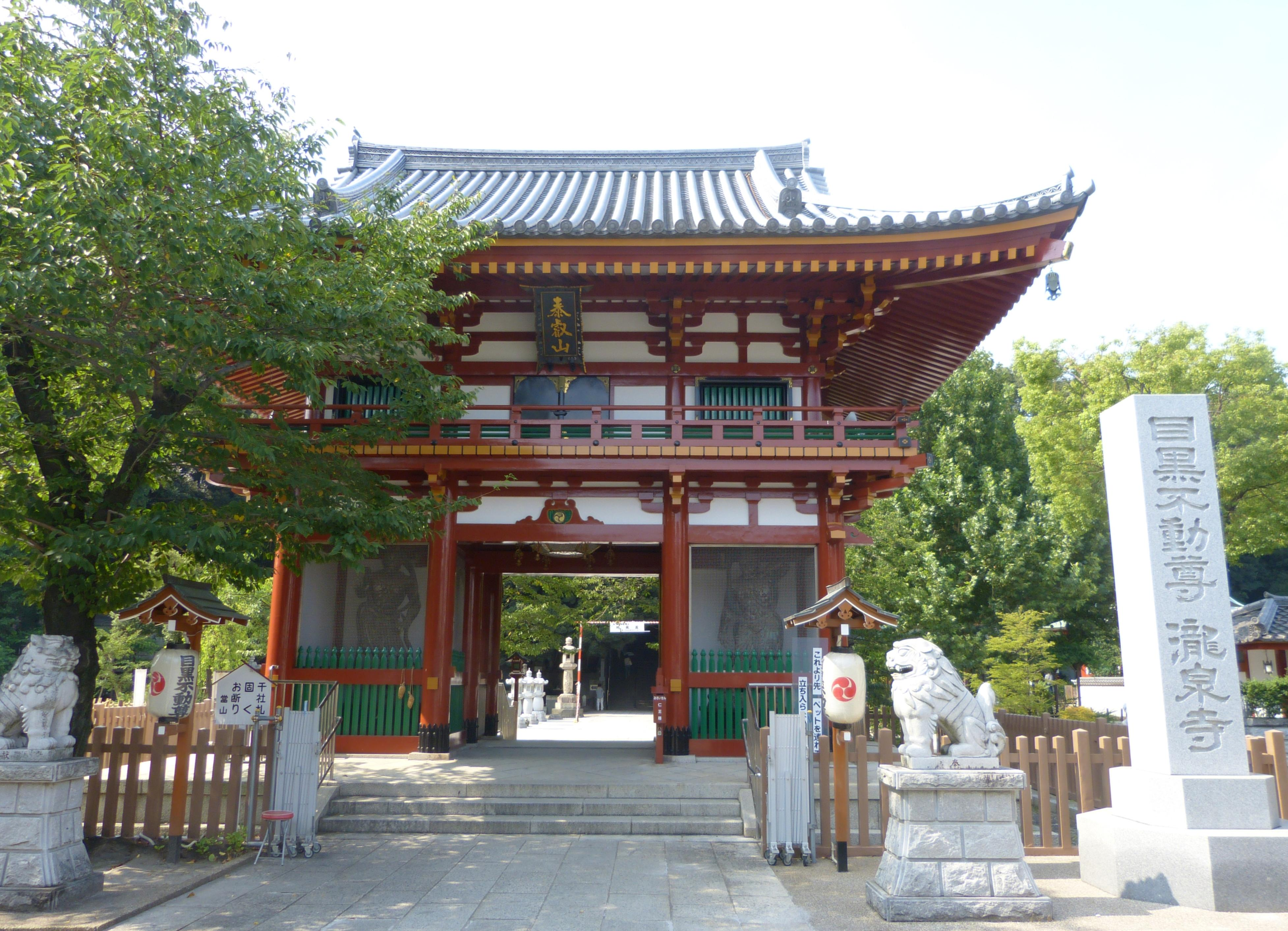
仁王門
三間一戸の朱塗りの楼門で、1962年（昭和37年）再建の鉄筋コンクリート造である。■右列に画像あり。
この仁王門の前に平井権八・小紫の「比翼塚」がある。
野村宗十郎銅像
仁王門を入って左手にある。野村宗十郎(1857-1925) は、築地活版製造所の社長で、日本に明朝体活字を普及させた人物である。
独鈷の滝
本堂へと登る石段下の左手に池があり、2体の龍の口から水が吐き出されている。伝承では、円仁が寺地を定めようとして独鈷（とっこ、古代インドの武器に由来する仏具の一種）を投げたところ、その落下した地から霊泉が涌き出し、今日まで枯れることはないという（ただし、天保年間の時点で、１年ほど枯れたことがあったという。）。
前不動堂
独鈷の滝の左方にある宝形造朱塗りの小堂。江戸時代中期の建築で、東京都の有形文化財に指定されている。
勢至堂
前不動堂のさらに左方にある宝形造の小堂。江戸時代中期の建築で、目黒区の有形文化財に指定されている。付近には甘藷先生（青木昆陽）碑、北一輝碑、本居長世碑などがある。
大本堂
急な石段を登った先の一段高い土地に建つ。■右列に画像あり（テンプレート画像）。入母屋造に千鳥破風をもつ大規模な仏堂で、昭和56年（1981年）再建の鉄筋コンクリート造建築。傾斜地に建っており、室生寺金堂や石山寺本堂のような懸造（かけづくり）風のつくりになっている。天井には日本画家、川端龍子の「波涛龍図」が描かれている。
大日如来像
大本堂の背後にある露座の銅製仏像。膝前で印を結ぶ胎蔵界大日如来像で、天和3年（1683年）の作。
青木昆陽墓
本堂裏手の道を右方へ進んだ先の飛地境内の墓地内に立つ。■右列に画像あり。青木昆陽 (1698-1769) は江戸時代中期の儒学者で、サツマイモ（甘藷）の栽培を普及させた人物として知られる。墓は簡素な墓石に「甘藷先生墓」と刻まれたもので、昆陽が生前に立てさせたものという。国の史跡に指定されている。
目黒不動尊バス停留所
東急バス・渋72系統の停留所が境内にあり、境内をバスが通行する。毎月28日および正月3ヶ日は縁日が開催されるため、曜日にかかわらず特別ダイヤで境内の通行および下車ができなくなる。そのため毎月28日および正月3ヶ日は原則として「渋谷駅東口 - 林試の森入口」「不動尊門前 - 五反田駅」の分離運転となり、林試の森入口 - 不動尊門前の間は徒歩連絡となる。この間を徒歩連絡で利用する乗客には、林試の森入口または不動尊門前にて降車する際に乗継券が配布される。

## 寺宝
- 不動明王像 - 本尊。
  - 天国宝剣（あまくにのほうけん） - 本尊である不動明王像が所持する降魔の剣。
- その他は、文化財と重複する。

## 文化財

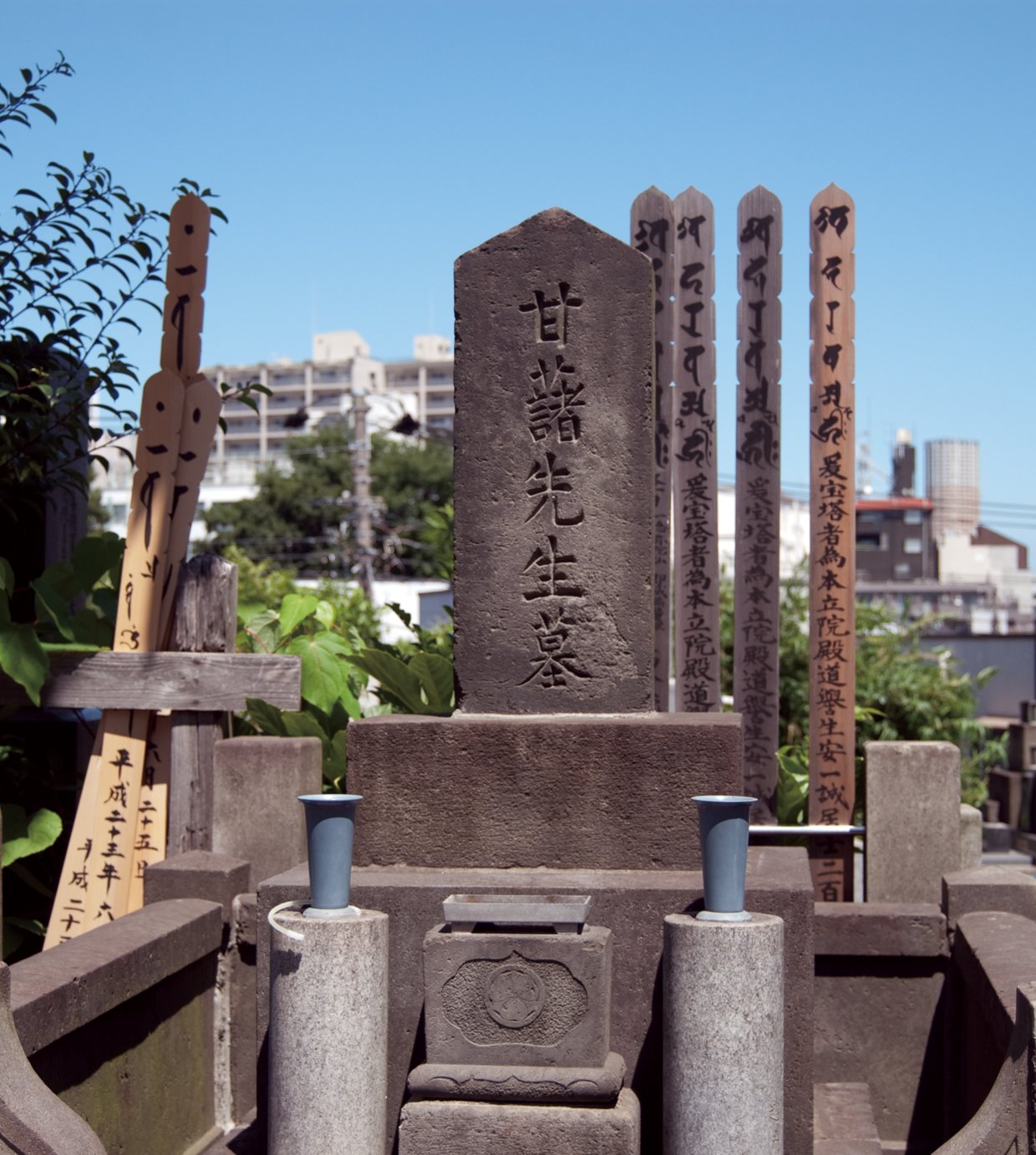
青木昆陽墓

### 国指定
- 青木昆陽墓 - 史跡。

### 地方自治体指定
- 龍泉寺前不動堂 - 東京都指定有形文化財。
- 瀧泉寺勢至堂 - 目黒区指定有形文化財。
- 銅造大日如来坐像 - 目黒区指定有形文化財。
- 銅造役の行者倚像 - 目黒区指定有形文化財。
- 木造弁才天及び十五童子像 - 目黒区指定有形文化財。

## 行事
毎月8日、18日、28日が縁日とされ、28日が露天商が出て最も賑やかな縁日となる。

## 交通アクセス
- 不動前駅（東急目黒線）から徒歩8分。
- 目黒駅（山手線・東急目黒線・東京メトロ南北線・都営地下鉄三田線）から徒歩13分。
- 渋谷駅・恵比寿駅・五反田駅から東急バス・渋72系統で目黒不動尊下車。

## ゆかりある著名人
- 青木昆陽 - 上述。
- 西郷隆盛 - 当寺に参詣し、主君・島津斉彬の健康快癒を願ったといわれる。
- 平井権八 - 仁王門前に権八・小紫の「比翼塚」がある。
- 本居長世 - 近隣に居住していた。境内に歌碑がある。
- 北一輝 - 境内に顕彰碑が、瀧泉寺墓地（下目黒五丁目37）に墓がある。
- 大川周明 - 北一輝顕彰碑の碑文を執筆した。瀧泉寺墓地の北一輝の向いに墓がある。